# セビリア万国博覧会

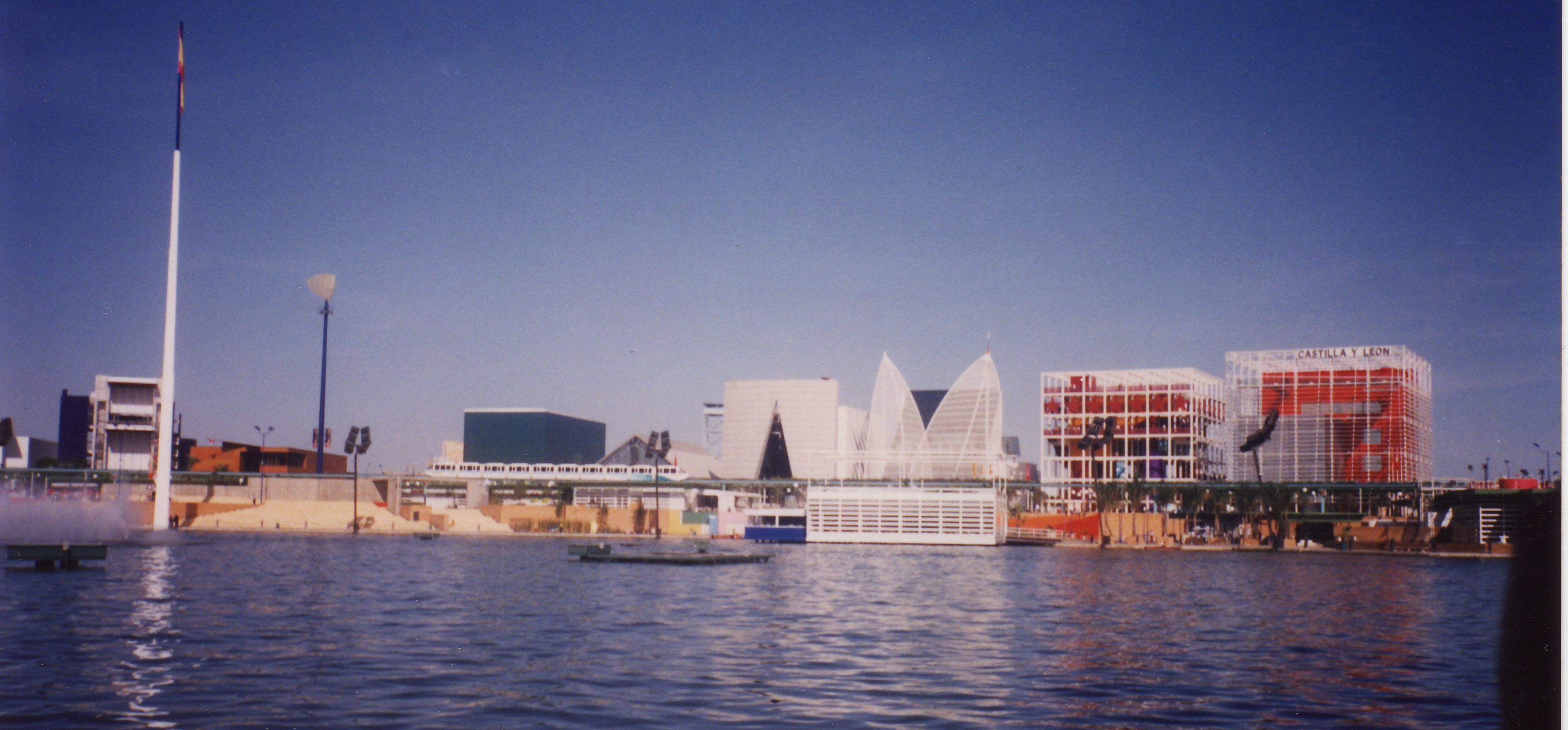
セビリア万博の会場風景

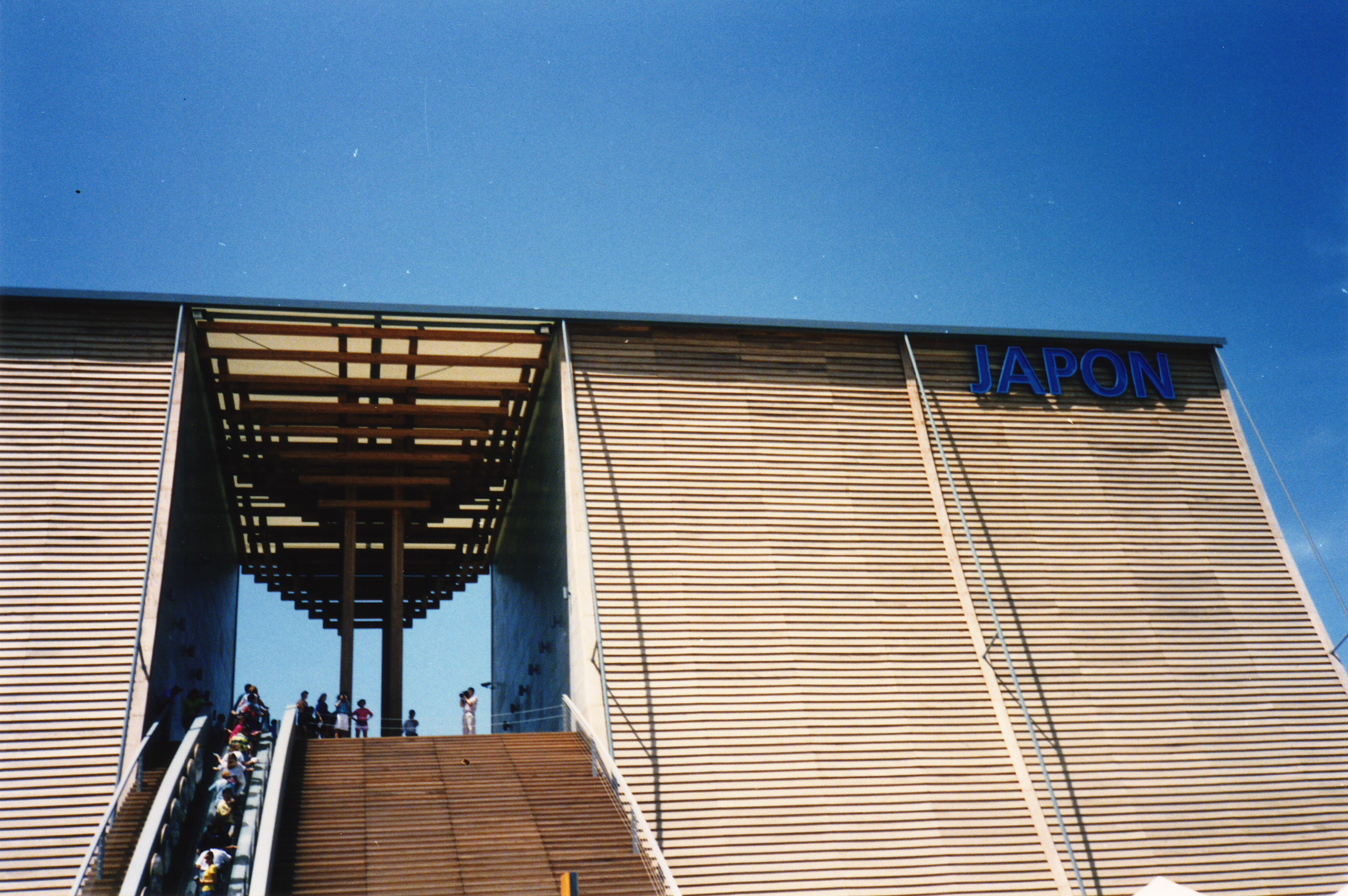
日本館

セビリア万国博覧会（セビリアばんこくはくらんかい西: Exposición Universal de Sevilla 1992）は、1992年にスペイン南部、アンダルシア州の州都セビリア（Sevilla）で開催された国際博覧会である。

## 概要
1970年の日本万国博覧会（大阪万博）以来の一般博であり、176日間の会期（4月20日 - 10月12日）の間に総入場者数は約4181万人に及んだ。
同地に葬られているクリストファー・コロンブスが1492年に「新大陸」に到達してから500年に当たる記念行事として設定され、「発見の時代」がテーマであったが、ヨーロッパ中心の歴史観が一方的であるという批判も起こった。万博最終日はコロンブス艦隊が新大陸を発見した、すなわちバハマ諸島のサン・サルバドル島（グァナハニ島）に上陸した日付であった。
スペイン政府は万博に合わせたインフラ整備も行ったが、最大のものはスペイン国鉄(RENFE)による高速鉄道AVEの建設である。首都マドリードとの約500kmを約2時間半で結び、万博輸送やその後の産業発展に大きな役割を持った。

## 日本による出展
日本政府もこの万博には参加した。総合プロデューサーは作家の堺屋太一が務め、木造のパビリオンは建築家の安藤忠雄が設計した。館内では安土城天守閣の最上部（5-6階）の原寸復元がメイン展示として紹介され、6代目尾上丑之助（現在の5代目尾上菊之助）による歌舞伎などの上演も行われた。万博終了後、安土城の原寸復元は滋賀県近江八幡市の「安土城天主信長の館」へ移築され、現在でも公開されている。
また、万博開催構想を発表していた愛知県がPR活動を行った。この時の活動の一部は2005年開催の2005年日本国際博覧会（愛知万博）へとつながっている。
セビリア万博の際にはサンタ・マリア号らコロンブスの船団を成した3隻の船や、フェルディナンド・マゼランの船団においてただ1隻、世界一周を果たして帰還したビクトリア号の復元船が建造されていた。復元船ビクトリア号は愛知万博にあわせて世界一周に挑み、その途上、万博開催期間中の名古屋港にも寄港している。